# Banteay Samré
Le Banteay Samrè (la citadelle des Samrès) est un temple hindouiste sur le site d'Angkor au Cambodge.
Les Samrès peuplaient la région entre le Tonlé Sap et le Phnom Kulēn. 

## Histoire
Temple plat, il est dédié à Viṣṇu, et fut construit au milieu du XIIe siècle, probablement un peu après Angkor Vat, par Sūryavarman II. Il est situé à 500 m à l'est du baray oriental.
Banteay Samrè n'est qu'un temple parmi plus d'un millier de lieux sacrés édifiés par les Khmers dans la cité d'Angkor, produits d'une fièvre architecturale dont l'ampleur et l'ambition n'ont rien à envier aux pyramides d'Égypte.
En 1936, Maurice Glaize commença la restitution par anastylose à partir de l'amas de pierre redécouvert en 1930. Cette reconstruction dura 9 ans.

## Description
C'est l'un des rares temples réellement fortifiés : l'enceinte extérieure fait plus de 6 mètres de haut, les enceintes intérieures de 75 m sur 80 m puis de 40 m sur 45 m gardent un caractère défensif avec très peu d'ouvertures vers l'extérieur.

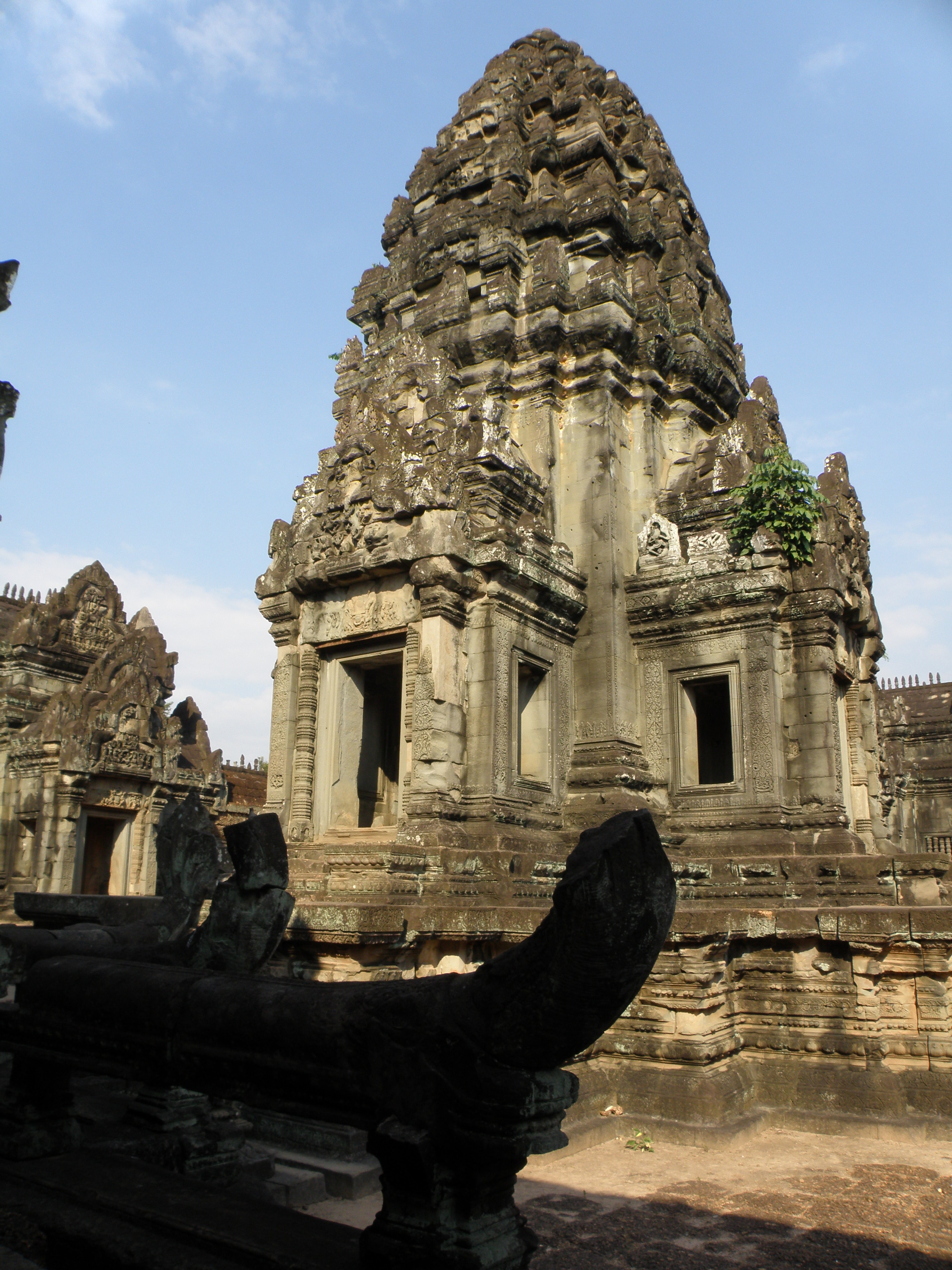
La tour centrale

Bien que fortement remanié au cours des temps (une chaussée Est de 200 mètres, le gopura Est a quasiment disparu, de nombreux aménagements ou décorations semblent inachevés), le Banteay Samrè est un spécimen de la meilleure époque de l'architecture khmère. 
Son ornementation, notamment les sculptures des frontons, est exceptionnelle tant par la richesse des sujets que par leur traitement.
La tour du sanctuaire central est finement structurée pour atteindre plus de 20 mètres de hauteur.